# Ždiar
Ždiar (polsky Zdziar, německy Morgenröthe, maďarsky Zár) je obec na Slovensku v okrese Poprad. V obci bydlí asi 1370 obyvatel. Většina obyvatelstva mluví také goralským nářečím. Délka obce asi 5 km. Obec leží mezi Spišskou Magurou a pohořím Belianské Tatry. Obcí protéká Bílý potok.
Zachovalá lidová architektura v části obce Antošovský vrch (Antoszowski Wiyrch) a Blaščatská dolina (Błaszczacka Dolina), originální kroje charakteristické svou ornamentálnosti využívající motivy rostlin a živočichů z prostředí Belianských Tater a okolí obce Ždiar. Každoročně se v obci konají Goralské folklórní slavnosti, na kterých slovenské i polské taneční soubory prezentují tance, písně a zvyklosti Goralů.
Je turisticky velmi atraktivní pro velmi dobré až výborné podmínky pro letní turistiku - naučná stezka Monkova dolina (Makowo Dolina) - Kopské sedlo (Kopského Siodło, Siodło pod kopat), cykloturistika, camp, odpočinek .
V zimním období turisté z regionu Slovenska a jiných, nejčastěji evropských zemí s oblibou využívají služeb lyžařského střediska Ždiar - Strednica, jakož i jiné soukromé vleky situované v mírných, středních až prudkých svazích s průměrnou délkou cca 300 m.
V současnosti obec nabízí množství ubytovacích kapacit v privátních domech a penzionech, výborné stravovací služby a informace. Obec spolupracuje s městem Spišská Belá, pod které spadá správa území pohoří Belianské Tatry, naučných stezek ve spolupráci se Sdružením turismu obce Ždiar a Belianské jeskyně vzdálené od Ždiaru cca 11 km v osadě Tatranská Kotlina.
Obec nebyla postižena větrnou smrští z 19. listopadu 2004. Jehličnaté a v menším množství i smíšeně lesy jsou proto zachovány po celém pásmu pohoří Spišská Magura i Belianských Tater.
Vesnice leží od hlavního města Bratislavy 356 km, krajského města Prešov 108 km a okresního města Poprad 32,2 km., sousedí se čtyřmi obcemi : Osturňa, Malá Franková, Tatranská Javorina a Vysoké Tatry.

## Rodáci
- Matej Andráš (1921 – 2012), československý diplomat, slovenský politik, překladatel a spisovatel

## Galerie

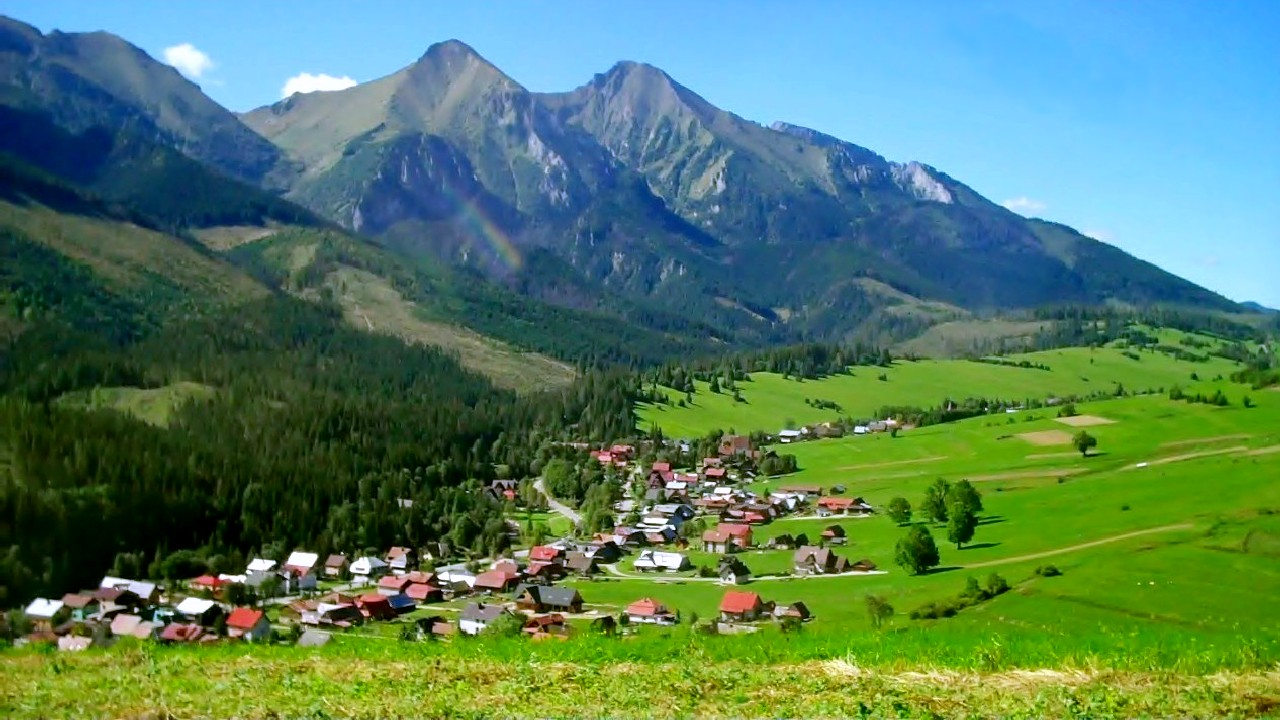
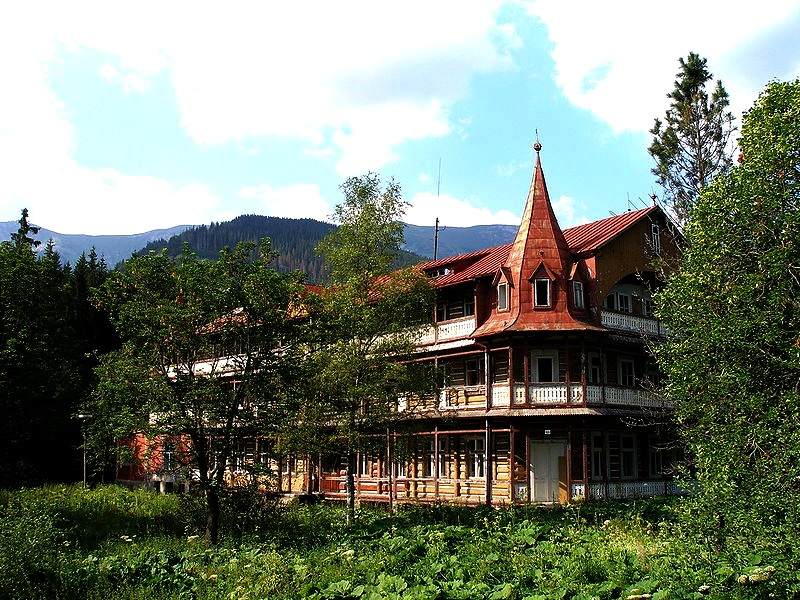
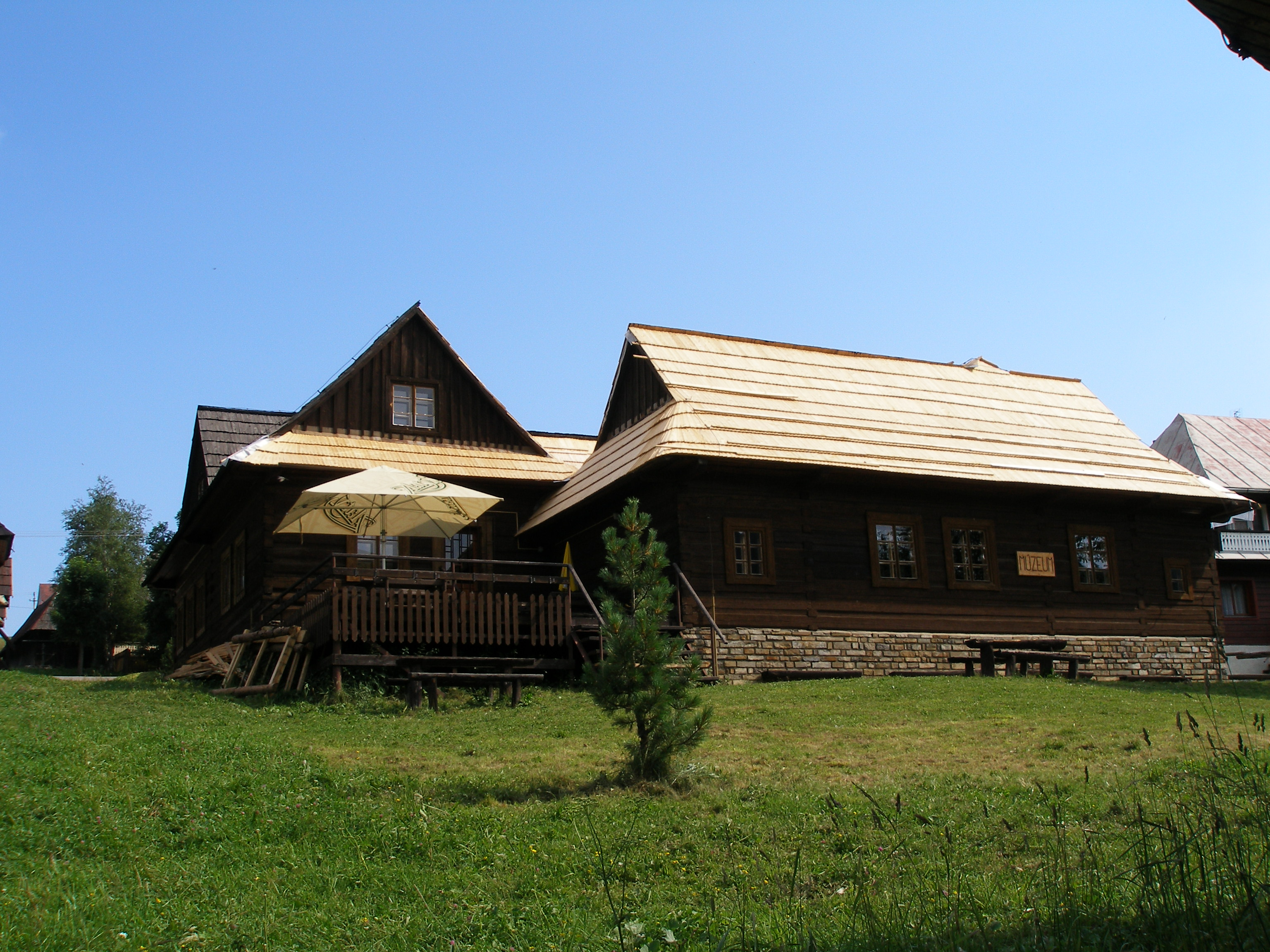
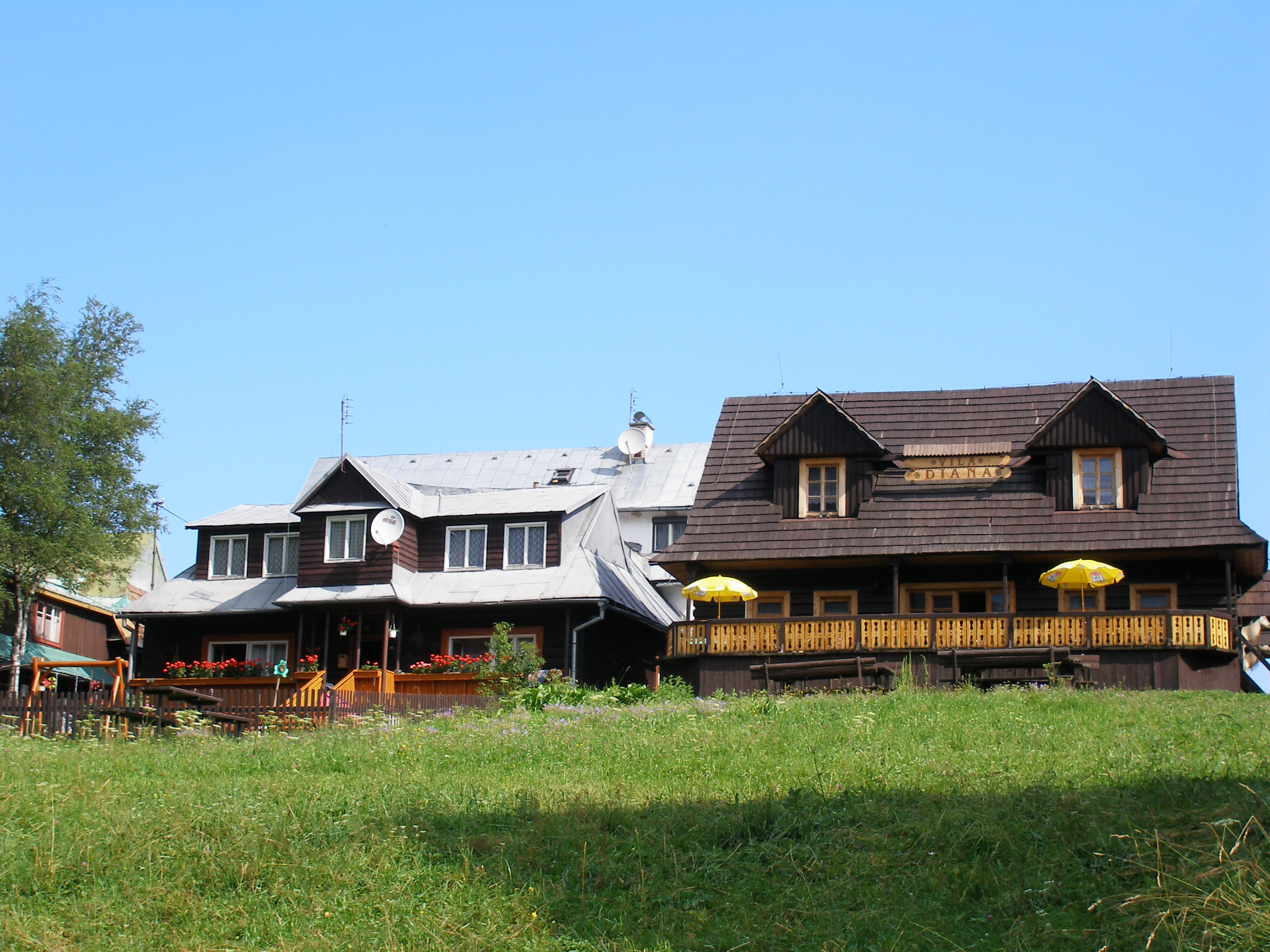
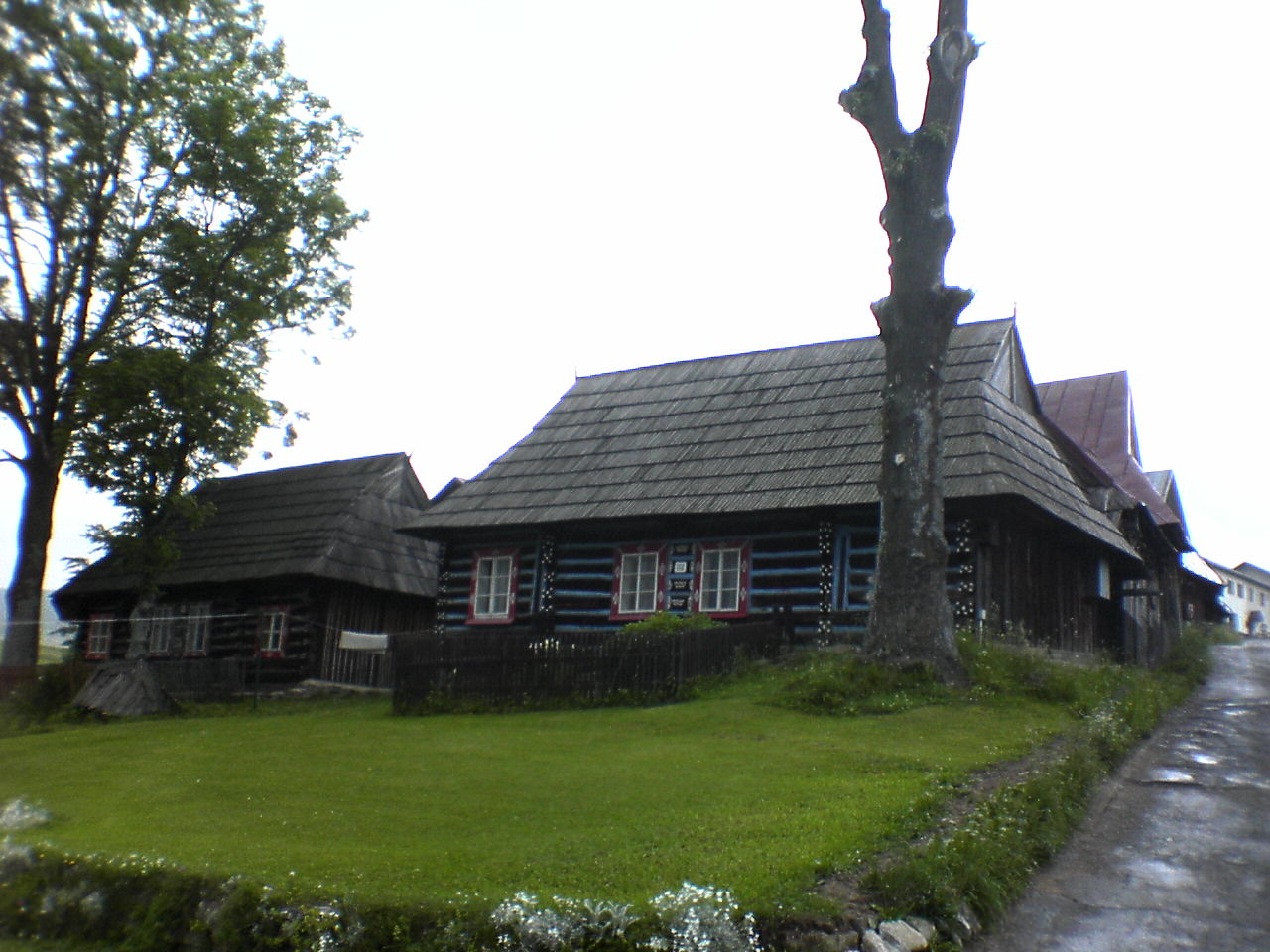
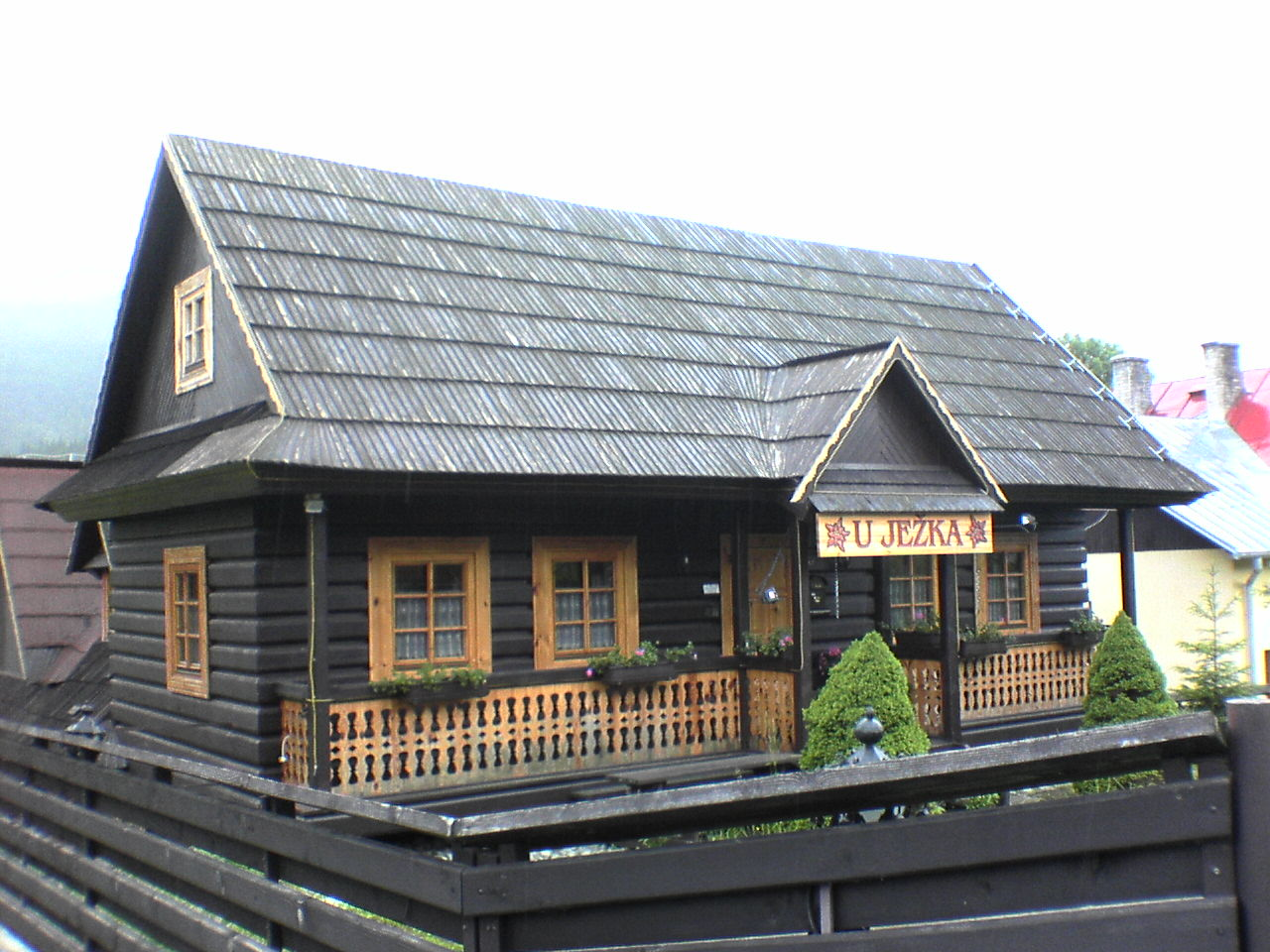